# Aster (mascota)
Aster (17 de noviembre de 1988) es la mascota oficial de los Juegos Paralímpicos de Turín 2006. Fue diseñado para representar la forma, el color, la estructura y la ligereza de un cristal de nieve. Su sonrisa se coloca en el centro de una estrella de seis puntas que lleva en diferentes posiciones y actitudes de acuerdo con la variedad de disciplinas paralímpicas en un divertido dinámico, retratando a los ideales olímpicos de juego limpio, la lealtad y la participación, mientras que al mismo tiempo que subraya italianidad y, naturalmente, la pasión por el deporte.[cita requerida] En consecuencia, las discapacidades físicas y visuales se expresan en una apariencia positiva, convirtiendo a la mascota en un personaje polifacético capaz de explotar su limitación misma como un medio para la práctica de deportes de una manera original y altamente competitivo.